# حسین‌قلی هوشمند
حسین‌قلی هوشمند ملقب به مظفرالسلطنه سرتیپ و ریاست ارکان ارشت و شهردار تهران بود.
هوشمند از افسران ارتش دارای تحصیلات مرتبط با امور نظامی بود. او در ۱۳۱۳ با درجه سرتیپی به شهرداری تهران منصوب شد و تا سال ۱۳۱۷ در این سمت باقی ماند.
گفته می‌شود وی به دلیل مورد عتاب قرار گرفتن توسط رضا شاه خودکشی کرد.
از وی کتاب قوای نظامی در مقابل قوای غیرنظامی باقی مانده است.